# Balibo

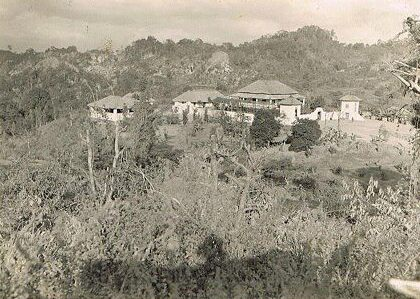
Posto militar português de Balibo nos anos 30.

Balibo é uma cidade do Timor-Leste que se encontra a aproximadamente 10 quilômetros da fronteira com a Indonésia. Está situada no sub-distrito de Balibo, distrito de Bobonaro.

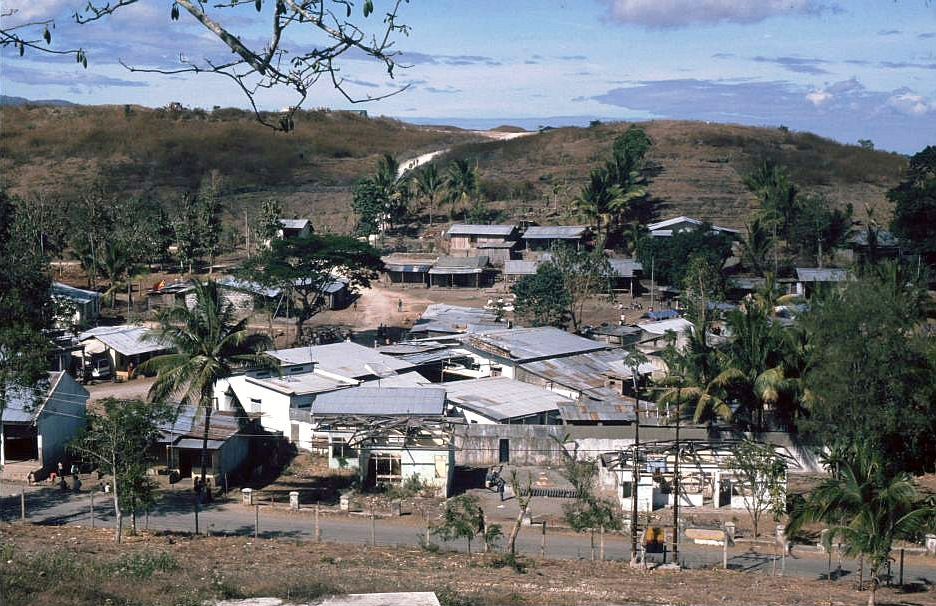
Cidade de Balibo

Balibo alcançou notoriedade por ter sido o local do assassinato de cinco jornalistas australianos (Greg Shackleton, 29, Tony Stewart, 21, Gary Cunningham, 27, o câmera Brian Peters, 24, e o repórter Malcolm Rennie, 29 - conhecidos como "Os cinco de Balibo"), pelas forças indonésias, em 16 de outubro de 1975, durante uma incursão da indonésia no então Timor Português.Tal invasão pode acabar com a vida de até um terço da população de Timor Leste, de acordo com Sarah Staveteig, demógrafa da Universidade da Califórnia em Berkeley.
A cidade abriga um forte de 400 anos de idade, que foi palco de várias batalhas durante a invasão indonésia em 1975. Os cinco de Balibo filmaram do forte quando as forças indonésias desembarcaram em Balibo, no dia em que morreram. O forte foi convertido em hotel a partir de 2016, com o apoio do Rotary Club de Port Melbourne.
Em 2002, o governo de Victoria, na Austrália, comprou a casa onde os cinco jornalistas estavam hospedados, e que estava em condições precárias, e a renovou para servir de berçário, biblioteca e centro de treinamento vocacional. Organizações de ajuda internacional também participaram de outros trabalhos de reconstrução na cidade, como a reconstrução de um dormitório para crianças de escolas de comunidades remotas que haviam sido destruídas durante os ataques das milícias.

Balibo tem 3.933 habitantes (2015), dos quais 1.891 são homens e 2.042 mulheres. A densidade populacional é de 99,5 habitantes / km² e existem 744 agregados familiares, dos quais mais de 40% da população declara Kemak como língua materna. Cerca de 30% falam Tetum Prasa, mais de 15% falam Bekais, cerca de 10% falam Tetum Terik e uma pequena minoria fala Bunak.